# Matèria i Forma
Matèria i Forma és una escultura de 1980 de l'artista Josep Maria Subirachs exposada a la Casa de la Ciutat de Barcelona.

## Història
Des dels inicis de la carrera artística de Subirachs, el binomi home-dona sempre ha estat present en gran part dels seus treballs i des de punts de vista oposats, ja sigui com a fruit de la contraposició o com de la complementació entre els dos gèneres. En "Materia i Forma", l'artista al·ludeix a la creació d'Adam i Eva en el procés de separació de la matèria primigènia fins a prendre forma per convertir-se finalment en diferents gèneres.
L'escultura va ser realitzada amb travertí el 1980 i va ser oferta per l'autor a la Casa de la Ciutat de Barcelona el 1984, on es manté exposada en una petita sala del vestíbul, a prop de l'Escala d'Honor.